# 普莱努瓦索
普莱努瓦索（法語：Plainoiseau，法語發音：[plɛnwazo]）是法国汝拉省的一个市镇，属于隆斯勒索涅区。

## 地理
普莱努瓦索（46°43'49"N, 5°33'18"E）面积5.38 平方千米，位于法国勃艮第-弗朗什-孔泰大區汝拉省，该省份为法国东部内陆省份，北起上索恩省，西北接科多尔省，西临索恩-卢瓦尔省，南至安省，东与杜省和瑞士接壤。
与普莱努瓦索接壤的市镇（或旧市镇、城区）包括：勒卢沃罗、栋布朗、莱图瓦勒、蒙坦、勒潘、阿尔莱。

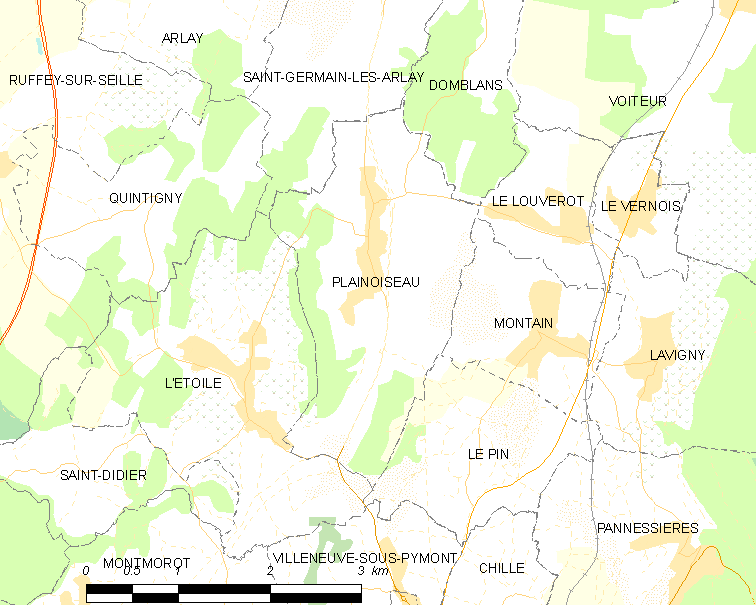
普莱努瓦索的OSM定位图

普莱努瓦索的时区为UTC+01:00、UTC+02:00（夏令时）。

## 行政
普莱努瓦索的邮政编码为39210，INSEE市镇编码为39422。

## 政治
普莱努瓦索所属的省级选区为波利尼县。

## 人口

1962-2008年间普莱努瓦索人口变化图示

普莱努瓦索于2022年1月1日时的人口数量为509人。